# Kodeks 0160
Kodeks 0160 (Gregory-Aland no. 0160), ε 018 (von Soden) – grecki kodeks uncjalny Nowego Testamentu na pergaminie, paleograficznie datowany na IV lub V wiek. Rękopis przechowywany jest w Berlinie.

## Opis
Do dziś zachowała się jedna karta kodeksu (9,1 na 6,5 cm) z tekstem Ewangelii Mateusza (26,25-26.34-36).
Tekst pisany jest dwoma kolumnami na stronę, w 24 linijkach w kolumnie.

## Tekst
Tekst kodeksu reprezentuje mieszaną tradycję tekstualną. Kurt Aland zaklasyfikował go do kategorii III.

## Historia
INTF datuje rękopis na IV lub V wiek.
Rękopis jest przechowywany w Staatliche Museen zu Berlin (P. 9961), w Berlinie.